# Karpinsk
Karpinsk (Russisch: Карпинск) is een Russische stad ten oosten van de Oeral in de Noordelijke Oeral aan de rivier de Toerja (stroomgebied van Ob) op 436 kilometer ten noorden van Jekaterinenburg en 2089 kilometer van Moskou.

## Geschiedenis
De plaats werd gesticht in 1759 (volgens sommige bronnen 1769) als nederzetting tijdens de bouw van een gietijzer- en ijzerfabriek door ondernemer Maksim Pochodjasjin, waar vanaf 1774 koper werd gesmolten. Er werd vanuit Verchotoerje een Russisch-orthodoxe tempel gebouwd die werd vernoemd naar de apostel Johannes (Ioann Bogoslov in het Russisch), waarna de fabriek Bogoslov werd genoemd en de nederzetting Bogoslovsk. Begin 20e eeuw werd de fabriek gedeeltelijk geherstructureerd en werd er een chemische fabriek gebouwd, maar in de Russische Burgeroorlog raakten deze zwaar beschadigd en werd besloten om na de terugtrekking van wittelegergeneraal Aleksandr Koltsjak in 1919 de kopersmelterij en de chemische fabriek niet weer op te starten.
In de jaren 30 werd begonnen met het delven van koolstof in de buurt van de plaats, waarna in 1933 een daar ontstane plaats werd hernoemd tot werknederzetting Oegolny (koolstof). Op 31 maart 1941 werd per decreet van presidium van de Opperste Sovjet van de RSFSR de werknederzetting Oegolny en nederzetting Bogoslov hernoemd naar de stad Karpinsk (naar een lokale geoloog genaamd Karpinsk) en werden er een aantal plaatsen bestuurlijk aan toegevoegd. In de Tweede Wereldoorlog werd in 1942 een machinefabriek geëvacueerd van het Donbassindustriegebied naar de plaats, die nu nog steeds een van de economische activiteiten van de plaats vormt. Na de Tweede Wereldoorlog werden er een tijdlang een aantal Duitse krijgsgevangenen te werk gesteld in de mijnen.
De belangrijkste economische activiteiten vormen de reparatie van mijnbouwapparatuur, machinebouw, bouw van elektrische machines en een garenfabriek. In de buurt van de stad wordt bruinkool gedolven. De mijnen beginnen echter uitgeput te raken.
De stad heeft een tijdlang een tram gehad, maar deze werd opgeheven in 1994. Momenteel wordt gebouwd aan de verlenging van de hoofdweg van Jekaterinenburg naar Serov vanaf Serov via Krasnotoerinsk, Karpinsk en Severo-oeralsk naar Ivdel.
Karpinsk ligt in een gebied met uitgestrekte moerassen en wordt gedomineerd door coniferenbossen met vooral Pinus en Zilverspar.

## Demografie
| Ontwikkeling van het inwoneraantal |      |       |        |        |        |        |        |
| Jaar                               | 1836 | 1892  | 1959   | 1970   | 1979   | 1989   | 2002   |
| Bevolking                          | 3694 | 3.863 | 45.200 | 38.000 | 36.700 | 36.900 | 31.200 |

## Geboren
- Sjamil Sabirov (1959), Russisch bokser